# Altered Carbon: Reenfundados
Altered Carbon: Reenfundados (オルタード・カーボン：リスリーブド?) es una película de anime japonesa de 2020 dirigida por Jō Nakajima y escrita por Dai Sato y Tsukasa Kondo. La cinta, que es un spin-off de la serie de televisión Altered Carbon de Netflix y una adaptación de la novela Carbono alterado de Richard Morgan, se encuentra ambientado 253 años antes de los eventos principales de la primera temporada y 283 años antes de los eventos de la segunda temporada, sigue a Takeshi Kovacs en el planeta Latimar, donde debe proteger a una tatuadora mientras investiga la muerte de un jefe yakuza junto a una CTAC sin sentido.
Altered Carbon: Reenfundados fue lanzado el 19 de marzo de 2020 en Netflix, y recibió críticas mixtas de los críticos. Se elogiaron las animaciones, pero se criticaron los personajes y la trama.

## Argumento
En el planeta Latimar, Holly está siendo perseguida por los yakuzas. Ella llega a un club, donde finalmente la atrapan, pero son asesinados por un ninja. Cuando el ninja está a punto de matar a Holly, Takeshi Kovacs lo rechaza en su funda de Ken Kakura. Takeshi y Holly hablan con Hideki Tanaseda, quien quiere que Takeshi proteja a Holly y descubra cómo y por qué murió su hermano menor. Holly escapa de Takeshi a través de la ventana de un baño, pero se encuentra con Gena del CTAC de la ONU. Takeshi interviene, sujetando a Gena a punta de pistola antes de que lleguen los refuerzos de CTAC. El grupo es emboscado y atacado por ninjas que matan a la unidad de Gena. Después de una breve persecución, Takeshi y Gena matan a todos los ninjas y Holly revela que los ninjas fueron enviados por Shinji, que estaba planeando un golpe en el sindicato Mizumoto.
Los tres se dirigen a la sede del sindicato Mizumoto y al hotel de lujo más antiguo de Latimar, Wild Geese. Allí se encuentran con Ogai, el mayordomo IA del hotel, quien les da la bienvenida. Shinji llega mostrando alivio porque Holly está viva y como disculpa por la falta de respeto que demostraron sus hombres cuando llegaron por primera vez, les da a los guardaespaldas de Holly, Takeshi y Gena, la habitación más cara del hotel. En la sala de tatuajes de Mizumoto, donde Holly continúa entintando a Shinji, Takeshi habla con Genzo. Aquí Genzo explica quién fue su fundador y que Tanaseda era su hijo. Genzo también explica la tradición de Mizumoto, cuando ocurre la sucesión de un nuevo jefe, el anterior muere junto con su pila. Mientras tanto, Gena informa a la CTAC y se revela que es Reileen Kawahara. Takeshi informa a Tanaseda, pero no puede creer que su padre daría su vida en una sucesión e instruye a Takeshi para que continúe protegiendo a Holly hasta la sucesión.
Takeshi encuentra a Holly viendo un viejo recuerdo del asesinato de sus padres. Dado que sus acumulaciones no fueron destruidas, necesita la ayuda de los clanes Mizumoto para encontrarlas. Mientras tanto, Shinji habla con sus ninjas, molesto porque no pueden matar a un niño. Mientras viaja a Genzo; Holly, Takeshi y Gena van acompañados de un grupo adicional de yakuza para protegerse. Son atacados de nuevo por dos ninjas con armadura a prueba de balas, que matan a todos los yakuza y apuñalan a Gena, antes de que Takeshi y Gena los maten. Cuando otros ninjas se acercan, se dirigen al vestíbulo del hotel y se encuentran con Ogai, quien activa el sistema de defensa del hotel, matando al ninja restante. Holly revela que la tatuadora Margot había creado un programa de tatuajes que se transmite al siguiente jefe y, en sucesión, mata al jefe anterior junto con su pila.
De vuelta en su habitación, Gena escucha a Takeshi cantar y se da cuenta de que es su hermano, pero no se revela. Takeshi habla con Tanaseda y tras mencionar la risa de Genzo, Tanaseda descubre algo y le da nuevas órdenes a Takeshi, lo que realiza confirmando las sospechas de Tanaseda. En el día de la sucesión, una explosión de fuegos artificiales y un breve apagón ocurre, durante el cual Holly desaparece. Shinji ve esto como el momento perfecto y le ordena al ninja que vaya a matar a Holly y sus guardaespaldas. Genzo llega poco después y le dice a Shinji que la sucesión ocurrirá temprano para evitar problemas. Entonces aparece Holly y droga a Shinji, dejándolo inconsciente. Mientras tanto, Takeshi, Gena y los yakuza están rodeados de ninjas; Takeshi promete decirle a los yakuza la verdad de lo que está sucediendo después de que derroten al ninja.
En la etapa de sucesión, el tatuaje de Genzo se activa y mata junto con su pila. Tanaseda se revela a sí mismo en la multitud digital, revelando que Shinji y Genzo eran tanto su padre como el fundador del sindicato, que se ha apoderado de los cuerpos de los nuevos jefes durante generaciones. Se revela que Holly borró la pila de Shinji y transfirió la de Genzo al cuerpo de Shinji, confirmando que Genzo es de hecho el fundador. Siguiendo órdenes, Ogai retira a la audiencia y el Fundador continúa la ceremonia de sucesión, pero descubre que Holly intenta activar el programa de destrucción para matarlo. Holly revela que sabe que él tiene las pilas de sus padres, ya que el Fundador arroja las dos pilas al suelo y las destruye. Los miembros yakuza llegan a la ceremonia con Takeshi y Gena, sabiendo todo y cómo el Fundador ha engañado al clan. Los yakuza siguen al Fundador detrás del escenario de la ceremonia, pero son asesinados por el Fundador con un traje de poder. Takeshi y Gena luchan contra el Fundador, pero no son rival para él. Tanaseda llega y le dice a Ogai que revise la información que ha enviado al sistema del hotel, quien luego de verificarlo, confirma que el Fundador no es el líder legítimo, lanzando así un ataque contra el Fundador usando los fuegos artificiales y provocando el colapso del escenario de la ceremonia. El Fundador sobrevive y continúa su ataque contra Takeshi, pero después de la intervención de Gena, Takeshi logra apuñalar al Fundador y destruir su armadura. En una pelea a muerte a puñetazos y cabezazos, Takeshi gana ventaja sobre el Fundador, rompiéndole los brazos y piernas. Holly luego activa el programa de tatuajes, que comienza a destruir al Fundador. En medio de súplicas de misericordia, le ruega a Tanaseda que le ayude, pero este le dispara a la pila del Fundador y luego a Shinji.
Gena (que había recibido órdenes de "deshacerse de Holly"), informa a la CTAC que ha completado su misión con éxito y luego se marcha. Ogai revela que Holly es Margot y le pregunta si quiere cambiarse a una funda más joven ya que esta se hace más alta, pero Holly decide quedarse en esta funda para que Takeshi y Gena puedan reconocerla cuando sea mayor si se vuelven a encontrar. Takeshi habla con Tanaseda, quien le advierte que hay más trabajos por completar.

## Reparto
| Personaje                   | Seiyū Japón        | Actor de doblaje Estados Unidos | Actor de doblaje España | Actor de doblaje Hispanoamérica |
| --------------------------- | ------------------ | ------------------------------- | ----------------------- | ------------------------------- |
| Takeshi Kovacs / Ken Kakura | Tatsuhisa Suzuki   | Ray Chase                       |                         | José Arenas                     |
| Hideki Tanaseda             | Kenji Yamauchi     | Doug Stone                      |                         | Paco Mauri                      |
| Reileen Kawahara / Gena     | Rina Satō          | Elizabeth Maxwell               |                         | Fernanda Robles                 |
| Holly Togram / Margot       | Ayaka Asai         | Brittany Cox                    |                         | Erika Langarica                 |
| Genzo                       | Kōji Ishii         | Jamieson Price                  |                         | Raúl Solo                       |
| Shinji                      | Kanehira Yamamoto  | Kanji Tang                      |                         | Gabriel Ortiz                   |
| Ogai                        | Jōji Nakata        | Chris Connor                    |                         | Humberto Vélez                  |
| Hachisuka                   | Kenjirō Tsuda      |                                 |                         | Dafnis Fernández                |
| Tsubakihara                 | Atsushi Imaruoka   |                                 |                         |                                 |
| Tashiro                     | Setsuji Satō       |                                 |                         | Roberto Mendiola                |
| Nogaki                      | Kōichi Sōma        |                                 |                         |                                 |
| Mayuzumi                    | Naoto Kobayashi    |                                 |                         | Miguel Ángel Ghigliazza         |
| Taniguchi                   | Takayuki Ishii     |                                 |                         |                                 |
| Hayashi                     | Hiromichi Tezuka   |                                 |                         | Ricardo Méndez                  |
| Kinoshita                   | Ryūnosuke Watanuki |                                 |                         |                                 |
| Shima                       | Hisako Tōjō        |                                 |                         |                                 |
| Padres de Holly             | Kazumasa Nakamura  |                                 |                         | Eleazar Muñoz                   |
| Padres de Holly             | Kaori Nakamura     |                                 |                         |                                 |

## Recepción
En Rotten Tomatoes, Altered Carbon: Reenfundados tiene un índice de aprobación del 60% según las revisiones de cinco críticos.
David Griffin de IGN le dio a la película un 6 de 10 y declaró: "Altered Carbon: Reenfundados es una entrada divertida en la saga de Takeshi Kovacs que sobresale en el departamento de acción mientras descuida el desarrollo completo de sus personajes principales de una manera que tenga un impacto duradero". John Serba de Decider le dio a la película una crítica positiva y declaró: "Altered Carbon: Reenfundados no dejará boquiabierto a nadie, pero agrada de manera efectiva tanto a los recién llegados como a los duros". Courtney Lanning de Arkansas Democrat-Gazette recomendó la película como un "reloj sólido para los fanáticos de la serie de acción en vivo. Expande el universo un poco de algunas maneras agradables". Michael Ahr de Den of Geek le dio a la película un 3,5 sobre 5 y declaró: "Los aspectos tecno-orientalismo del universo de Altered Carbon sirven bien a esta versión de anime a pesar de su historia predecible".
Paul Tassi de Forbes le dio a la película una crítica negativa y declaró: "Quizás la parte más extraña de Altered Carbon: Reenfundados es su estilo de animación tridimensional no tradicional que lo hace parecer un videojuego con el que no puedes interactuar. Su acción se dispara, pero su historia y su escritura fracasan". Hogan Reviews le dio a la película 3 de 5 y declaró: "Hubo algunas escenas de lucha bien animadas, pero también hubo una mala escritura y caracterización, así como mucha animación loca entre las partes buenas".